# Feuchtigkeitsschaden
Unter einem Feuchtigkeitsschaden oder Feuchteschaden versteht man einen direkten und indirekten Bauschaden, der an einem Bauwerk oder Gebäude durch Feuchtigkeit entsteht. Dies kann entweder die Folge von äußeren Witterungseinflüssen, Bodenfeuchte oder von Kondensation sein.
Einen Schaden, der z. B. durch einen Rohrbruch oder eine Überschwemmung entsteht, nennt man hingegen Wasserschaden.

## Ursachen
In Gebäuden kann sich Feuchtigkeit an unterschiedlichen Stellen und aus unterschiedlichen Gründen festsetzen:
- Äußere Ursachen: Witterung über Dachabdeckungen und Wandabdichtung, aufsteigende und eindringende Nässe im Mauerwerk – Gegenmaßnahmen bestehen in allen diesen Fällen in der fachmännischen Bauwerksabdichtung der entsprechenden Stellen des Gebäudes.
- Innere Ursachen: Luftfeuchtigkeit in Gebäuden schlägt sich an kälteren Stellen im Gebäude nieder (Kondensationsfeuchte)

### Planungsmängel und Baumängel
Zu den Planungsmängeln zählen falsch konstruierte Ausführungsdetails der Gebäudehülle, z. B. im Bereich von Keller- und Dachabdichtungen, Fugen und Anschlüssen aber auch Wärmebrücken  (Rollladenkästen, die Wand durchstoßende Betonteile oder Eisen, Fehler der Wärmedämmung). Ebenso häufig sind aber auch unsachgemäße oder schlampige Ausführung oder die Verwendung von ungeeigneten Baustoffen, also Baumängel, die Ursache.

### Vorschäden des Gebäudes
Schon kleine Schäden am Gebäude, wie z. B. fehlender oder fehlerhafter Witterungsschutz bspw. in Form von Dachpfannen (Dachschindeln) und defekte Regenrinnen führen dazu, dass Feuchtigkeit eindringt. Im erdberührten Bereich sind es meist Risse in den Außenwänden, die durch Setzungen entstehen können.

### Witterung und Bodenfeuchte
Die oberirdischen Teile von Bauwerken und Gebäuden sind ständig der Witterung ausgesetzt. Der Einfluss von Wind, Regen und Schnee kann dazu führen, dass Feuchtigkeit in die Gebäudehülle eindringt und nicht mehr entweichen kann.
Erdberührte Bauteile hingegen kommen mit der Bodenfeuchte in Kontakt. Hier ist das Eindringen von Sickerwasser, Grundwasser oder Stauwasser die häufigste Schadensursache.
- Seitlich im Boden in Kellerwände eindringendes Wasser (Schichtwasser) kann, häufig bei Gebäuden in Hanglage ein Problem, nach stärkeren Regenfällen in das Mauerwerk eindringen.
- Grundwasser, das bis an den Keller heranreicht (drückendes Wasser), ist eine weitere Quelle für feuchte Wände.

Kapillareffektee im Mauerwerk und fehlerhafte horizontale Absperrungen können dann zur Durchfeuchtung über mehrere Geschosse führen.
In manchen Lagen kann auch der Morgentau Feuchteschäden verursachen, wenn er häufig und stark auftritt. Gefährdet sind dadurch insbesondere Fassaden mit Wärmedämmverbundsystem, Holzverkleidungen der Traufe bzw. des Dachkastens sowie ungeschützte Metallflächen und Geräte der Mobilelektronik.

### Kondensation von Luftfeuchtigkeit
Die Luft kann je nach Temperatur unterschiedlich viel Feuchtigkeit in Form von Wasserdampf speichern. Fällt die Lufttemperatur, schwindet auch die Aufnahmefähigkeit der Luft. Der überschüssige Wasserdampf kondensiert dann und setzt sich als Feuchtigkeit auf kühlen Oberflächen ab. Solche Abkühlung findet auch lokal statt, wie zum Beispiel an Fensterscheiben, Außenwänden, -kanten und -ecken sowie Wärmebrücken.
Die Ursachen für die hohe Luftfeuchtigkeit liegen während und kurz nach der Bauphase bei den verwendeten Baustoffen und später hauptsächlich in der Nutzung des Gebäudes.
Im Massivbau wird viel überschüssiges Wasser benötigt, um Baustoffe wie Beton, Mörtel und Putz verarbeiten zu können. Auch die heute verwendeten Bauhölzer weisen beim Einbau eine hohe Eigenfeuchte auf. Diese Feuchtigkeit benötigt Zeit, um aus dem Gebäude entweichen zu können. Da es aber unwirtschaftlich ist, Neubauten lange leerstehen zu lassen, gehen sie direkt in die Nutzung über.
Bei der Nutzung entsteht ständig neue Luftfeuchtigkeit z. B. durch Kochen, Duschen, Putzen und die Atemluft der Bewohner.
Verschärfend kommt hinzu, dass bei modernen Neubauten die Gebäudehülle besonders gut abgedichtet ist, um durch geringen Luftwechsel Energie einsparen zu können.

## Folgen
Feuchtigkeit kann neben geringen optischen Schäden wie Stockflecken oder Verfärbungen zu schweren Bauschäden führen, die die Standsicherheit gefährden. Dies sind oft langsam fortschreitende Prozesse, die sich im Verborgenen abspielen.
Mörtel und Beton werden ausgelaugt, es kann zu Abplatzungen durch Korrosion der Bewehrung oder Frostschäden kommen, Stahlkonstruktionen rosten, bei Holzkonstruktionen sind Fäulnis und Verformungen durch Aufquellung häufige Schäden.
Folgeschäden wie Schimmelpilze, Bakterienbefall und Hausschwamm (meldepflichtig) führen zu gesundheitlicher Belastung der Bewohner durch z. B. Allergien oder Infektionen der Atemwege. Das kann bis zur Unbewohnbarkeit des Gebäudes führen.

## Sanierung
Es ist wichtig, die genaue Ursache und den Ort des Schadens festzustellen. Gerade bei Schäden durch eindringende Feuchtigkeit kann die Ursache weit vom eigentlichen Schadensbild entfernt liegen, z. B. bei einer defekten Flachdach- oder Kellerabdichtung.
Ist die Ursache nicht sofort und zweifelsfrei feststellbar, ist es ratsam, einen unabhängigen Fachmann zu Rate zu ziehen, da bei einer Sanierung oft erhebliche Kosten entstehen.
Zur Sanierung einer Undichtigkeit wird die schadhafte Stelle von außen freigelegt, ggf. saniert und neu abgedichtet. Im Bereich von Gebäudefugen und Kellern kann das z. B. durch Nachbarbebauung unmöglich sein. Dann muss der Schaden von der Gebäudeinnenseite behoben werden. Hierzu hat die freie Wirtschaft eine große Anzahl von Verfahren entwickelt, die zum Teil kontrovers diskutiert werden.
Schwierig und aufwändig wird es, wenn Planungs- oder Baumängel zu einem Schaden geführt haben, der in der Konstruktion des Gebäudes begründet liegt (z. B. Wärmebrücke). Hier ist in jedem Fall ein Gutachter zu beauftragen.

## Maßnahmen am Raumklima
Vorbeugende Maßnahmen bzw. Notbehelf bei vorhandenen Feuchtigkeitsproblemen ist regelmäßiges Lüften. Kurzfristigem Stoßlüften (bei voll geöffnetem Fenster) ist gegenüber Dauerlüften (gekippte Fenster) in der kalten Jahreszeit der Vorrang zu geben, um die schon kalten Flächen nicht weiter abzukühlen. Bei Austausch und Abkühlung des Luftvolumens, ohne Abkühlung der Oberflächen, erwärmt sich die Luft im Raum, und nimmt Feuchte auf.
Längerfristig ist ein angepasstes Raumklima mit einer relativen Luftfeuchte zwischen 40 und 60 % anzustreben. Klimaanlagen bereinigen das Problem, sofern sie fachgerecht installiert sind korrekt funktionieren, andernfalls können sie selbst Ursache werden. Spezielle Luftentfeuchter (Wasserabscheider) sind wartungsintensiv: Regelmäßiges Entleeren ist notwendig.